# Zaglyptomorpha daschi
Zaglyptomorpha daschi är en stekelart som beskrevs av Carolina Godoy och Ian D. Gauld 2002. Zaglyptomorpha daschi ingår i släktet Zaglyptomorpha och familjen brokparasitsteklar. Inga underarter finns listade i Catalogue of Life.